# Arriba las ilusiones
Arriba las ilusiones è la colonna sonora della telenovela argentina Niní pubblicata il 16 novembre 2010 da EMI Odeon SAIC, una divisione argentina della Odeon Records, con produzione Endemol e distribuzione Telefe.
Le canzoni, in totale 14, sono cantate per la maggior parte dalla protagonista della serie Florencia Bertotti. L'album ha ricevuto un disco d'oro per aver venduto oltre 20 000 copie.
La versione venduta in Argentina contiene tredici tracce, due video musicali, un booklet di 16 pagine e un poster in regalo.

## Tracce
1. Florencia Bertotti – Arriba Las Ilusiones – 2:51 (Florencia Bertotti)
2. Florencia Bertotti – No Te Importa – 3:34 (Florencia Bertotti)
3. Florencia Bertotti – Eso No Se Hace – 2:42 (Florencia Bertotti)
4. Florencia Bertotti – Reirse Es Gratis – 3:30 (Florencia Bertotti)
5. Florencia Bertotti – Mamás Del Alma – 4:30 (Florencia Bertotti)
6. Florencia Bertotti – No Creo Que Pueda – 3:38 (Florencia Bertotti)
7. Florencia Bertotti – Arriésgate – 2:55 (Florencia Bertotti)
8. Florencia Bertotti – Mi Enemigo Conmigo – 2:20 (Florencia Bertotti)
9. Florencia Bertotti – ¡Que Sensación! – 4:02 (Florencia Bertotti e Eduardo Frigerio)
10. Florencia Bertotti – Te Amo Más (feat. Federico Amador) – 3:34
11. Florencia Bertotti – 4, 3, 2, 1 – 2:36 (Florencia Bertotti)
12. Florencia Bertotti – ¿Que Sabes De Mi? (feat. cast di Niní) – 3:51 (Florencia Bertotti)
13. Florencia Bertotti – Mi Romeo – 2:34 (Florencia Bertotti)